# ناتان بيرنباوم
ناتان بيرنباوم ((بالعبرية: נתן בירנבוים‏)، (بالألمانية: Nathan Birnbaum)‏؛ 16 مايو 1864 – 2 أبريل 1937) كان كاتبًا وصحفيًّا نمساويًّا ومفكرًا يهوديًّا صهيونيًّا في فترة من حياته، في آخر حياته تحول إلى اليهودية الأرثوذكسية وأصبح مناهضًا قويًّا للصهيونية. ولد ناتان بيرنباوم لعائلة يهودية ألمانية في فيينا. درس القانون والفلسفة ودراسات الشرق الأدنى في جامعة فيينا من 1882 إلى 1886. دافع عن اللغة اليديشية، التي يتكلمها اليهود الألمان، وشدد على أهميتها في الحفاظ على الهوية اليهودية، ودعا إلى مؤتمر تشرنوفيتس عام 1908 الذي نادى فيه بأن اليديشية هي اللغة القومية تماما مثل العبرية.
لعب بيرنباوم دوراً بارزاً في المؤتمر الصهيوني الأول عام 1897 حيث انتُخب الأمين العام للمنظمة الصهيونية.